# طباعة باستخدام شرارة

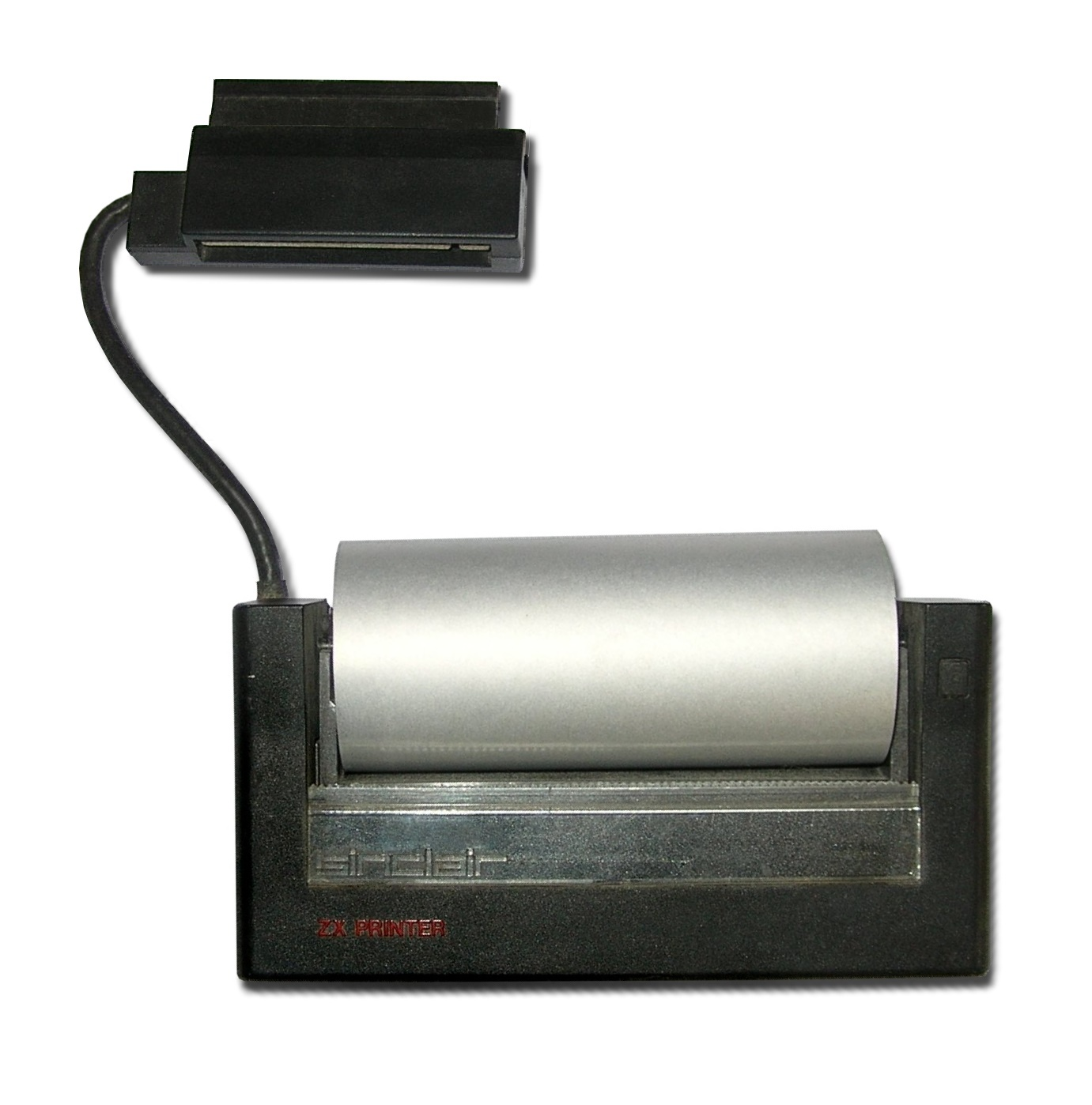

الطباعة باستخدام الشرارة هي شكل قديم من الطباعة بواسطة الكمبيوتر وجدت قبل الفاكس ومسجل الرسوم البيانية الذي يستخدم ورقًا خاصًا مطليًا بطبقة موصلة على خلفية غير متجانسة، مثل الكربون الأسود على ورق أبيض، أو الألومنيوم على ورق أسود. تستخدم هذه الطباعة نبضات التيار الكهربائي لحرق نقاط الطبقة الموصلة.
طورت ويسترن يونيون تقنية الطباعة هذه في أواخر الأربعينيات من القرن الماضي. كانت آلة الفاكس ديسكفاكس التي أعُلن عنها في عام 1948 من قبل ويسترن يونيون إحدى أوائل الطابعات التي تستخدم هذه التكنولوجيا.
كانت الطباعة باستخدام الشرارة تقنية بسيطة وغير مكلفة. كانت جودة الطباعة رديئة نسبيًا، ولكن في الوقت الذي تكلف فيه الطابعات التقليدية مئات الجنيهات كان سعر هذه الطابعات أقل من 100 جنيه إسترليني. الجانب السلبي الرئيسي الآخر هو الطباعة على ورق معدني خاص، ولم يعد هذا الورق متاحًا بسهولة الآن.

## نماذج
استخدمت طابعة سينكلير زيد إكس التي طُرحت في نوفمبر عام 1981 لحاسوب زيد إكس 81 طريقة الطباعة باستخدام الشرارة، وأعيد بيعها مقابل 49.95 جنيهًا إسترلينيًا.
أصدرت كاسيو في أوائل الثمانينيات من القرن الماضي طابعة إلكترونية صغيرة لبعض الآلات الحاسبة العلمية الخاصة بها.

## بعض الأشكال المختلفة للطابعة
استخدم نمط آخر من طابعات الشرارة طريقة دفع الحبر الجاف من فتحة صغيرة في نهاية قضيب زجاجي، وذلك باستخدام شرارة ذات جهد كهربائي عالٍ بين أسطوانة الطابعة ورأس الطباعة. يحتوي قضيب الحبر الزجاجي على حبر صلب يُدفع نحو طرف الإخراج بواسطة نابض. تميزت هذه الطريقة بالطباعة على الورق العادي، ولكن الحبر لا يعالج على الورق وبالتالي يمكن تلطيخ الورق بسهولة. تحتوي هذه الطابعة على قلم واحد فقط (قضيب الحبر) على غرار الطابعة السابقة، لأن اللوحة خلف الورقة تشكل قطب الشرارة الآخر. يمكن للطابعة طباعة سطر واحد فقط لكل دور طباعة.